# Louise Thaden
Louise Thaden (12. listopadu 1905 Bentonville, Arkansas, Spojené státy americké – 9. listopadu 1979 High Point, Severní Karolína, Spojené státy americké) byla americká průkopnice letectví. Jako první Američanka byla zároveň držitelkou rekordů v dosažené rychlosti, výšce i vytrvalosti. Byla dlouholetou předváděcí pilotkou společnosti Beech Aircraft Company, účastnicí leteckých závodů, držitelkou Harmonovy trofeje za rok 1936 a spoluzakladatelkou a viceprezidentkou organizace The Ninety-Nines: International Organization of Women Pilots.

## Život

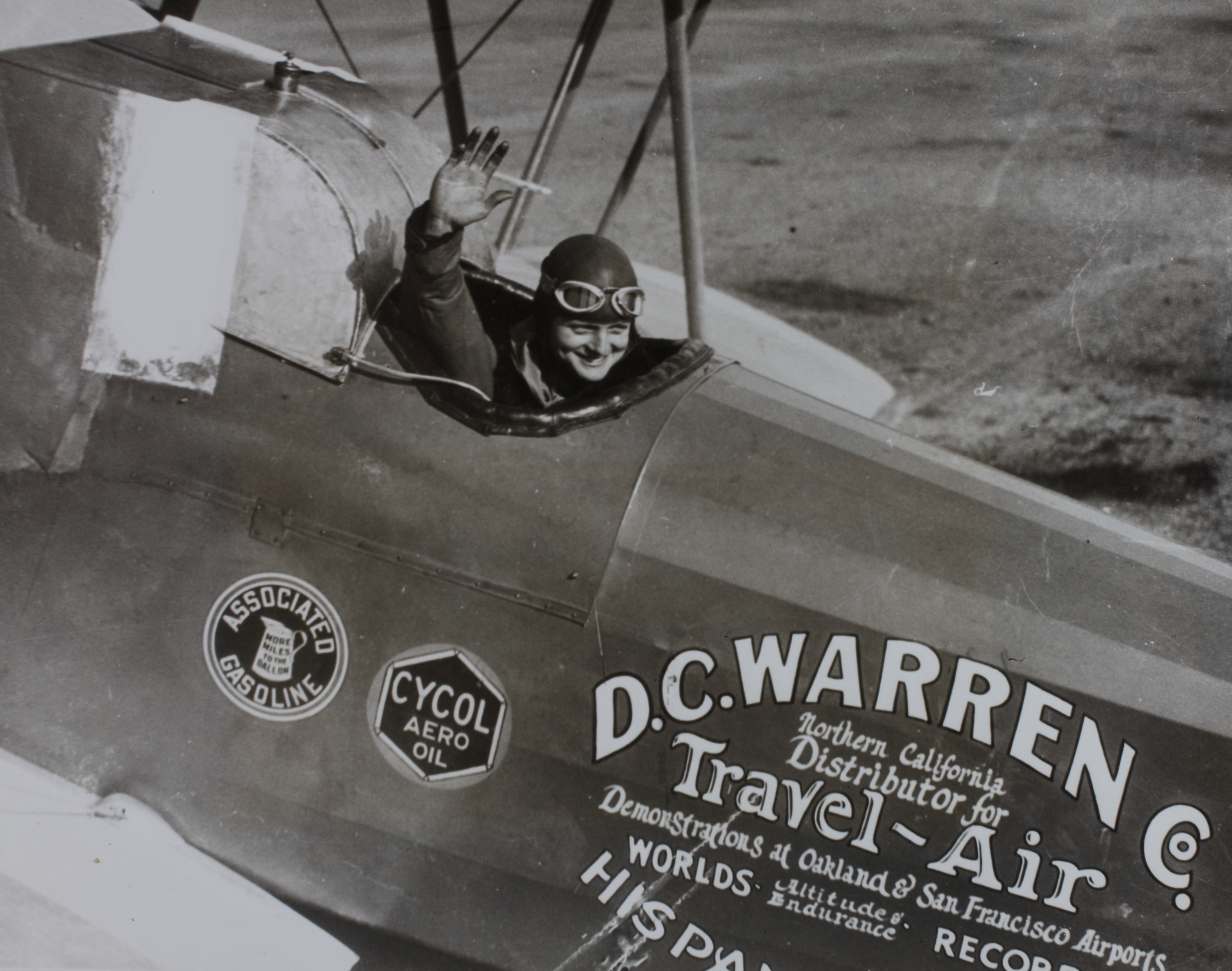
Louise Thaden v letounu Travel Air 3000 (NC5426), se kterým vytvořila rekord FAI v délce trvání letu

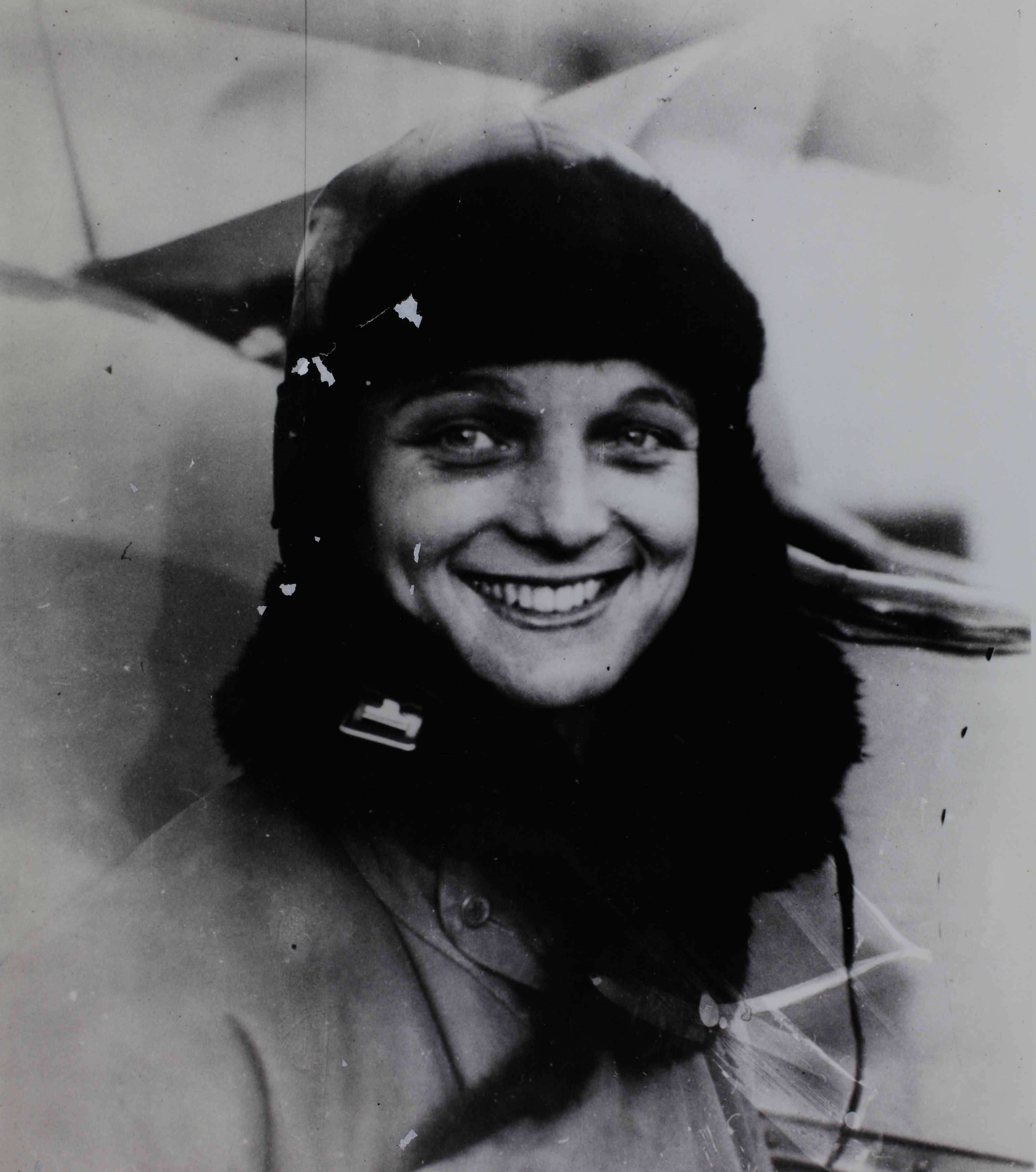
Louise Thaden

Louise McPhetridge se narodila roku 1905. Jejími rodiči byli Roy Fry McPhetridge a Edna Hobbs McPhetridge. Měla dvě mladší sestry. V letech 1921–1926 vystudovala University of Arkansas ve Fayetteville.
Louise McPhetridge byla fascinována letectvím. V roce 1926 ji Walter Beech zaměstnal jako obchodní zástupkyni v pobočce leteckého výrobce Travel Air Manufacturing Company v San Francisku. K nové pozici připojil i lekce létání. Pilotní průkaz Louise McPhetridge získala 16. května 1928. Měl číslo 6850.
Dne 21. července 1928 se Louise McPhetridge provdala v San Francisku v Kalifornii za bývalého vojenského pilota a inženýra Herberta von Thadena, mimo jiné konstruktéra celokovového letounu Thaden T-2. Měli spolu děti Williama a Patricii.
Dne 7. prosince 1928 vytvořila světový výškový rekord Mezinárodní letecké federace (Fédération Aéronautique Internationale, FAI), když dosáhla 6178 metrů. Dne 17. března 1929 vytvořila rekord FAI v délce trvání letu 22 hodin a 3 minuty.
Roku 1929 Louise Thaden získala jako čtvrtá žena kvalifikaci dopravního pilota. Její licence měla číslo 1943. Ve dnech 18.–26. srpna 1929 se účastnila prvního závodu Women’s Air Derby. S letounem Travel Air uletěla vzdálenost ze Santa Monica do Clevelandu (s mezipřistáními) za celkových 20 hodin, 19 minut a 4 sekund. V listopadu 1929 spoluzakaložila organizaci The Ninety-Nines: International Organization of Women Pilots (The 99s). V letech 1930–1934 byla pokladní a v letech 1931–1936 viceprezidentkou této organizace.
Dne 12. července 1936 Thaden s letounem Porterfield 35-W ustavila světový rekord Mezinárodní letecké federace překonámí stokilometrového úseku průměrnou rychlostí 176,35 km/h.
Roku 1936 se Louise Thaden s kopilotkou Blanche Noyes účastnily závodu Bendix Transcontinental Air Race s letounem Beech Staggerwing C17R (NR15835). Za vítězství jako první ženy získaly Bendix Air Trophy, odměnu 4500 dolarů za první místo a dalších 2500 dolarů jako první ženský tým v cíli. Ve stejném roce Thadenová získala Harmonovu trofej.
Thadenová byla dlouholetou předváděcí pilotkou společnosti Beech Aircraft Company. Působila též jako tajemnice Národní letecké asociace. O svém životě napsala autobiografii High, Wide, and Frightened.
Roku 1999 byla uvedena do Národní letecké síně slávy umístěné v Národním muzeu letectva Spojených států na Wright-Pattersonově letecké základně v Daytonu, ve státě Ohio.